# Francis Lane
Francis Adonijah Lane (23 de septiembre de 1874–17 de febrero de 1927) fue un atleta estadounidense, que compitió en los Juegos Olímpicos de Atenas 1896, en Grecia.
Lane compitió en la prueba de 100 metros llanos, ganando su serie preliminar con un tiempo de 12,2 segundos. En la serie final, Lane cruzó la línea igualado con Alajos Szokolyi de Hungría, apenas por delante del atleta griego Alexandros Khalkokondilis, con un tiempo de 12,6 segundos. Tanto Lane como Szokolyi son considerados medallistas de bronce, por el Comité Olímpico Internacional. 
Lane fue uno de los estudiantes de la Universidad de Princeton que participaron en los Juegos de Atenas. Los otros Princetonians fueron Robert S. Garrett, Albert Tyler y Herbert Jamison.
- Datos: Q436221
- Multimedia: Francis Lane / Q436221